# Platinovec
Platinovec is een plaats in Slovenië en maakt deel uit van de gemeente Šmarje pri Jelšah in de NUTS-3-regio Savinjska. De plaats telde 102 inwoners op 1 januari 2020.